# Vladimir Pasti
Vladimir Pasti (n.18 octombrie 1951) este un sociolog și politolog român, specializat în studierea evoluțiilor politice și sociale ale tranziției românești. Este autorul a mai multor studii și cărți care analizează tranziția românească postdecembristă. Doctor în științe politice, Vladimir Pasti predă la Școala Națională de Științe Politice și Administrative din București.

## Cărți publicate
- România în tranziție. Căderea în viitor (1995)
- The Challenges of Transition, („Sfidările tranziției”, 1997)
- România - starea de fapt (1997) - în colaborare cu Mihaela Miroiu și Cornel Codiță
- Ultima inegalitate. Relațiile de gen în România (2003)
- Sociologie politică (2003)
- Noul capitalism românesc (2006)

1. ↑  IdRef, accesat în 8 martie 2020